# アニメイズム
- 毎日放送 > MBSテレビ番組一覧 > 毎日放送の深夜アニメ枠 > アニメイズム
- アニメ > テレビアニメ > TBS系アニメ > 毎日放送の深夜アニメ枠 > アニメイズム
- テレビ番組 > 深夜番組 > 深夜アニメ > 毎日放送の深夜アニメ枠 > アニメイズム

アニメイズムは、毎日放送（MBSテレビ）が製作（一部除く）、TBS系列などで放送されている深夜アニメ番組の放送枠レーベル。
本項では、2019年7月より放送を開始した同局製作・TBS系列全28局ネットの『スーパーアニメイズム』→『スーパーアニメイズムTURBO』枠、2006年10月から2012年3月にかけて放送されたレーベル名称制定前の深夜アニメ番組群、および同局にて同日の本枠の後続にローカル放送される深夜アニメ番組群についても併せて記述する。

## 概要

### 前身枠時代
日曜未明（土曜深夜）の『アニメシャワー』枠で複数の深夜アニメを放送してきた毎日放送（以下「本局」）は、2000年代の深夜アニメの市場拡大と共に番組枠が逼迫し、深夜帯の番組編成の都合で他のネット局よりも週遅れ放送の幅が拡大する事象も発生していた。この解消策として、2006年10月期より金曜未明（木曜深夜）にも深夜アニメ枠を新設した。レギュラー化第1弾の作品は『コードギアス 反逆のルルーシュ』で、以降の作品にも本局が製作に参加し、系列のキー局のTBSへ逆ネットが行われている。
その後、2008年10月期の改編で後続に深夜アニメ番組枠を2本増設して3本体制に拡大。2011年4月期の改編では火曜未明（月曜深夜）にも番組枠（現在の『アニメ特区』枠）が増設されたことに伴い、本局製作枠2本と製作不関与の番組枠1本の3本体制に改められた。
一方、TBSでは2006年4月期より土曜未明（金曜深夜）で本局を含む系列局からの逆ネット用の深夜アニメ枠を新設し、中部日本放送（現在のCBCテレビ）が製作した『ウィッチブレイド』を放送。同年10月期から2011年1月期まで、逆ネット枠は本局製作枠と中部日本放送製作枠が2枠連続で編成された。

### アニメイズム枠開設
2012年4月期の改編より、本局にて金曜未明（木曜深夜）に放送される深夜アニメ3本のうち、自社製作かつTBS系列で放送される2本の番組枠に『アニメイズム』のレーベル名称が導入された（名称制定前の作品群も本枠に含めるという報道もある）。2015年4月の改編を境に、土曜未明（金曜深夜）での放送となった（詳しくは後述）。
レーベル名称の導入以降は、本局の他にTBS、および同系列のBS放送局のBS-TBSの3局体制でレギュラーネット局が固定された。この他、CBCもレーベル名称導入以前から番組をネットし、2013年4月期より正式なレギュラーネット局となっていたが、2018年1月期以降はレギュラーネット局から外れた。なお、作品によってはTBS系列他局や他系列のBS・CS放送局でも放送される事例があるため、番組ごとの放送時間・放送局の詳細は各作品の記事を参照のこと。インターネット配信に関しては、2017年7月期から2019年1月期までの新作はAmazon Prime Videoが独占配信を行なっていた（本放送の終了からしばらくすると、他社の動画配信サイトでの配信も解禁される）。

### 「スーパーアニメイズム」枠の新設
2019年7月期からは、同年6月をもって廃止された『アニメサタデー630』（土曜朝）と入れ替わる形で、土曜 1:25 - 1:55枠（金曜深夜）にTBS系列全28局ネットの深夜アニメ枠『スーパーアニメイズム』が新設された。同枠では、字幕放送と連動データ放送にも対応している。『スーパーアニメイズム』枠内では、2019年7月期のみ『スーパーアニメイズム mini』と題した短編のトークコーナーが、同年10月期以降は『スーパーアニメイズム おしり』と題して本編とは異なる別の短編アニメなどを連続で放送している（休止となる時期あり）。この『スーパーアニメイズム』を皮切りに他局でも全局同時ネットの深夜アニメ枠が相次いで開設されている。
また、2022年4月期からの『日5』枠再開後も『スーパーアニメイズム』枠は存続し、本局発の全国ネットアニメ枠は2枠となる。
『アニメイズム』・『スーパーアニメイズム』枠共に、新聞のラテ欄等の番組表やテレビ等の受信機におけるEPGでは作品ごとに独立した番組枠として扱われている。ただし、地上波ネット局のEPGでは2016年4月から『アニメイズム』の表記が添えられるようになった（スーパーアニメイズム枠も開始当初から同様）。なお、前述の「mini」→「おしり」については番組表では記載されず、EPGでは本編の作品と一括で掲載されている。
2023年4月クールでは『アニメイズム』・『スーパーアニメイズム』枠共にEPG上での放送時間が2分繰り上げられたが、冒頭のCMが2分間に変更されたため、本編の開始時刻は変わっていない（『スーパーアニメイズム』は1分繰り上げ）。そのためか、放送作品の公式サイトでは従来通りの時刻で告知されている。これにより、EPG上では同時ネットでありながら、実際には冒頭のCMによってTBSが1分遅れとなっていた状態が解消された。また、同時に『アニメイズム』枠での字幕放送が廃止された。
2023年6月クールではEPG上での放送時間はそのまま冒頭のCMが従来の本局がなし、TBSが1分間に変更され、TBSは再び1分遅れとなった。放送作品の公式サイトでもEPG上の時刻で告知されている。また、『スーパーアニメイズム』枠の冒頭のCMも1分間に戻された。

### 「スーパーアニメイズムTURBO」への改編
2024年4月期より『スーパーアニメイズム』枠を金曜 0:26 - 0:56（木曜深夜）に移動し、『スーパーアニメイズムTURBO』にリニューアル。TBS製作の木曜 23:56 - 金曜 0:26枠と合わせて1時間連続のアニメ枠となる。移動に伴い「全国28局ネット」から「28局同時放送」とメディアで用いられるようになった。原則ネットワークセールスとして地上波では全局共通のスポンサーが付いているが、作品によっては一律ノンスポンサーでの放送となる場合がある。なお、本局において『アニメイズム』の名称を冠する枠が金曜未明（木曜深夜）にレギュラー放送されるのは2015年春の枠移動以来9年ぶりである。また、これまでネット局について「MBS/TBS/BS-TBS」表記で統一されていた『アニメイズム』枠作品において「TBS/MBS/BS-TBS」表記が見られるようになったが、引き続き本局単独製作となっている。
2024年10月期より『アニメイズム』枠のロゴが3代目のものに変更されたほか、B1枠に限りCBCでのネットを再開した。

## ジングル

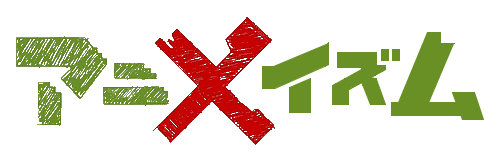
2019年7月期まで使われていた初代のロゴ

各番組枠の放送開始時には、番組枠を表すジングルが挿入される。時間は約3秒間または約10秒間。
アニメイズム
レーベル名称導入当初のものは、「アニメイズム」の各文字が左から順に横回転しながらフラッシュするというもので、時間は約3秒間。毎日放送・TBS・BS-TBSでは、レーベル名称導入当初から全ての番組で使用されている。2012年10月期より1枠目には「B1」、2枠目には「B2」の記載が追加・区別がなされ、2019年7月期まで一貫して用いられていた。ただし作品によっては独自のジングルが用いられたり、無音でジングルが流れるパターンもあった。
CBCでは当初はジングルは不使用だったが（使用開始までの経緯は後述）、2013年4月期の『DEVIL SURVIVOR 2 the ANIMATION』より使用を開始し、翌週の『革命機ヴァルヴレイヴ（1stシーズン）』の放送開始後はB1・B2枠共にジングルの使用を開始した。レギュラーネット局からの離脱後も、2019年1月期の金曜未明（木曜深夜）に放送された『魔法少女特殊戦あすか』にて同枠のジングルが使用された。
RKB毎日放送と北海道放送（HBC）も『革命機ヴァルヴレイヴ（1stシーズン）』よりジングルの使用を開始したが、両局ではB1・B2の区別や音声がないバージョンが使われた。
2016年10月期の『ハイキュー!! 烏野高校 VS 白鳥沢学園高校』ではネット局の増加に伴って、TBS系列他局でもレギュラーネット局と同様に「B1」の記載・音声ありのジングルの使用を開始。2018年10月期の『色づく世界の明日から』でも同様に「B2」の記載・音声ありのジングルを使用している。
例外として、2016年10月期の『ALL OUT!!』（本局製作）では同枠には含まれない後続枠での放送ながら、毎日放送のみ枠区分なし・音声ありのジングルが使用された。以後の同様の放送形態の自社製作番組にもこのタイプのジングルが使用された。
2019年10月期より下記の『スーパーアニメイズム』に準じたデザインのジングルに刷新された（音声や演出は異なる）。
2024年10月期にロゴの変更に合わせて再度ジングルが刷新され、ジングルから「B1」「B2」の表記が消滅した。しかし半年後の2025年4月に再びジングルが変更され、主にローカル深夜アニメ枠で使用されている「MBS ANIMATION」のジングルのロゴ部分を本枠のものに差し替えたものに変更された（背景色は白）。枠名ロゴは2024年10月からのものを引き続き使用する。
2025年1月期のB1枠『日本へようこそエルフさん。』は1話のみジングルが放送されず、2話からジングルが挿入された。
スーパーアニメイズム→スーパーアニメイズムTURBO
白色の背景に紫色の斜めストライプ調のまっすぐな物体が左から流れてきてから「スーパーアニメイズム」の文字が完成する。2020年7月期以降、前述の「おしり」がある場合は冒頭に約7秒間の本編および「おしり」の各番組のラインナップ紹介が追加され、時間は約10秒間となる（紹介がない場合は約3秒間）。ラインナップ紹介は、本枠開始前の『アニメサタデー630』（本局製作枠の第1部）でも採用されていた。
2022年4月期の『ダンス・ダンス・ダンスール』では、ジングルの最後に同作の原作コミックの出版元である小学館の100周年記念ロゴが追加された特別仕様となっていた。
2022年10月期の『聖剣伝説 Legend of Mana -The Teardrop Crystal-』では、ジングルが使用されなかった。
2024年4月の枠移動・改称に伴いロゴとジングルも一新された。どちらもMORYARTI inc.のサカイマサトシによる制作。ジングルは5秒で制作されているが、作品によっては3秒版が使用される場合がある。
2025年4月期からは『アニメイズム』同様、主にローカル深夜アニメ枠で使用されている「MBS ANIMATION」のジングルのロゴ部分を本枠のものに差し替えたジングルに変更された（背景色は黒）。こちらも枠名ロゴは従来のものを引き続き使用する。
特記事項（両者共通）
BS-TBS以外のBS・CS放送局、およびTBS系列以外の他系列の地上波放送局での遅れネットや（実質）再放送時はジングルは使用されない。これらの局で放送される場合、ジングルに相当する時間分は各局の局名告知（ジャンクション）か独自のエンドカードを挿入して穴埋めされる。動画配信サイトでの配信時も同様にカットされるが、作品や配信サイトによってはアイキャッチとして動画配信向けのMBSのロゴのアニメーションが挿入される場合がある。なお、本局での再放送時はジングルは流れる。
2025年4月のジングル変更は『日5』枠でも行われており、本局にてジングルのフォーマットが統一された。

## 主なネット局の放送形態
毎日放送以外の放送局については、原則として『スーパーアニメイズム』（『スーパーアニメイズムTURBO』）枠と『アニメイズム』枠の番組（レーベル名称制定前の時期に放送されたものを含む）に限り詳述する。
近畿広域圏 - 毎日放送（MBS・製作局）
2019年7月期から2024年3月までは全国ネットで放送される『スーパーアニメイズム』枠、主にTBSおよびBS-TBSとの3局ネットで放送される『アニメイズム』全2枠に加え、ローカル編成のレーベル名称なしの番組枠1枠の計4本の深夜アニメが集中的に編成されていたが、2024年4月期の番組改編にて『スーパーアニメイズム』枠は『スーパーアニメイズムTURBO』枠にリニューアルされて金曜未明（木曜深夜）へ移動し、金曜未明（木曜深夜）は2019年4月期以前と同様に『アニメイズム』全2枠に加え、ローカル編成のレーベル名称なしの番組枠1枠の計3本の深夜アニメという編成に分散された。
金曜未明（木曜深夜）での放送開始当初は放送時間の変動がしばしば発生していたが、現在の土曜未明（金曜深夜）に移動してからは比較的安定している。
レーベル名称なしの番組枠については、日曜未明（土曜深夜）の『アニメシャワー』枠における枠不足解消のために新設されたローカル枠で2011年1月期までは1本ないし2本の編成だったが、2011年4月期より火曜未明（月曜深夜）に深夜アニメ枠（現在の『アニメ特区』枠）をレギュラー化したことで、レーベル名称なしの番組枠は1本のみとなった（2017年10月期のみ2本）。
基本的にレーベル名称なしの番組枠は『アニメシャワー』枠のラインナップを補完する役割を持ち、主にTOKYO MXなどの独立局を中心に放送される番組（ウィキペディアにおけるUHFアニメ）やTBS製作の深夜アニメが放送されることが多く、自社製作（または製作に関与する）番組や再放送の番組が組まれる時期もある。ただしTBS製作の番組については、2017年4月期頃を境に地上波でのネット局がない番組（いわゆる関東ローカル）が増加している関係で、ネットされる番組は減少傾向にある。
関東広域圏 - TBSテレビ
TBSにおける『アニメイズム』枠は本局やCBCと比べると放送日時の変更が少なめで安定している。2015年4月期以降は、本局との同日の土曜未明（金曜深夜）での放送となった。
逆ネット枠自体は2006年4月期よりCBC製作の深夜アニメ『ウィッチブレイド』より放送開始。前身枠が設置された2006年10月期よりCBC製作の深夜アニメとの連続編成となっていたが、同局製作の番組のネットは2011年10月期から2012年1月期にかけての『ラストエグザイル-銀翼のファム-』を最後に途絶えており、『アニメイズム』のレーベル名称制定以降は純粋な本局製作の逆ネット番組枠として機能している。
『スーパーアニメイズム』枠の開始までは、基本の放送開始時刻が1:55の時期が長らく続いたが、番組編成の都合で放送開始時刻が1:25に繰り上げられるケースが時折発生していた。
中京広域圏 - CBCテレビ（旧・中部日本放送、2018年1月期以降は不定期ネット） / テレビ愛知（『スーパーアニメイズム』枠以外の一部のみ）
CBCでは『あにせん』と題したローカル編成枠で遅れネットを行なっていたが、曜日ごとに製作局の棲み分けを行うTBSとは異なり、他の深夜番組との兼ね合いもあり、長らく『アニメイズム』枠の番組の放送日が分散する状態が続いていた。
2012年7月期にB1枠とB2枠が同じ金曜未明（木曜深夜）に移動したが、無関係の異なる番組が間に挟まれる編成であった。その後、同年10月期にB1枠が、翌2013年4月期にB2枠が土曜未明（金曜深夜）へ順次移動し再び放送日が揃えられ、前述のジングルの使用を開始したものの、B1枠とB2枠の間には番宣番組が挟まれていた。2015年10月期に番宣番組がB1枠の直前に移動し、ようやくB1枠とB2枠が完全な連続編成となった。なお、木曜未明（水曜深夜）にはUHFアニメ、金曜未明（木曜深夜）にはTBS製作の深夜アニメが同様に順次集約された。
事実上の連続編成となった2013年4月期以降、改編期に放送時間が数回繰り下がっており、2016年4月期に繰り下がった時点での放送時間は2枠合わせて2:49から3:49までとなり、放送休止の時間帯をはさんだ翌朝の放送開始時刻までの間に余裕がない番組編成となっていた。同年10月期には放送時間が1分繰り下がって2:50開始となると同時に、B2枠のネットを打ち切り、B1枠のみの放送となった。その後、2017年4月期より放送時間が11分繰り上がって2:39開始となり、同年10月期のみB1枠との連続編成でTBS製作の深夜アニメ『DYNAMIC CHORD』が放送された。
2018年1月期にはB1枠の遅れネットもなくなり、レギュラーネット局から完全に外れたことで『あにせん』時代から長らく続いてきた土曜未明（金曜深夜）の深夜アニメ枠が消滅。また、TBS製作の深夜アニメもレギュラーネット局から完全に外れたことにより、CBCでの深夜アニメの本数が0本となる事態が発生し、2019年7月期にスタートした全国ネットの『スーパーアニメイズム』枠が新設されるまでは2019年1月期の金曜未明（木曜深夜）に放送された『魔法少女特殊戦あすか』のみのネットに留まっていた。
『スーパーアニメイズム』枠が放送開始された2019年7月期以降は他局同様に単発での放送が長らく続いていたが、2021年4月期は『やくならマグカップも』を、2021年10月期は『やくならマグカップも 二番窯』を連続編成で放送した。2023年1月期には『阿波連さんははかれない』を放送している。
2017年4月期頃からは前述の毎日放送と同様に、TBS製作の深夜アニメの遅れネットも減少しており、CBCでのローカル編成の深夜アニメの本数が0本となる時期が増加していた。2021年頃より独自に番販購入した番組の放送を行っている。
2024年10月期よりB1枠ネットをMBS、TBSと同時間帯に再開している。
本来はテレビ東京系列局であるテレビ愛知でも、中京広域圏におけるUHFアニメの放送の受け皿となっている関係で、『スーパーアニメイズム』枠を除く一部の番組の遅れネットを実施した実績がある。
BS放送局 - BS-TBS（『スーパーアニメイズム』枠は原則非ネット） / BS日テレ（『アニメイズム』枠は実質再放送のみ） / BS朝日（『スーパーアニメイズム』枠の一部のみ） / BS11（製作に参加する番組、および実質再放送のみ） / WOWOW（製作に参加する番組のみ）
BS-TBSでは、『アニメイズム』のレーベル名称制定の直前となる2012年1月期に『妖狐×僕SS』の遅れネットを実施。翌4月期の『アニメイズム』のレーベル名称制定と同時に、そのままB1・B2枠の遅れネットを開始した。当初の放送日は日曜未明（土曜深夜）で、0時台に『アニメイズム』のB1・B2枠、1時台にTBS製作の深夜アニメ2枠の計4枠を2時間連続で放送した（2018年10月期以降は1時間ずつ繰り下げ）。
『妖狐×僕SS』の放送開始が他のネット局よりも1週間遅れたため、当初はその遅れを引きずる形となったが、B1枠は2013年1月期の『ビビッドレッド・オペレーション』以降、B2枠は同年10月期の『キルラキル』以降、同一週内の遅れに短縮された。2020年4月期より土曜未明（金曜深夜）へ移動し、放送日が本局やTBSと同日に揃えられた。
2018年12月には4K放送の『BS-TBS 4K』が開局し、2K（HD）制作のものを4Kにアップコンバート（変換）して放送している。
『スーパーアニメイズム』→『スーパーアニメイズムTURBO』枠の番組はBS-TBSでは原則として放送されない（実質再放送の番組は除く）が、2022年7月期に『惑星のさみだれ』が後述の理由からBS11で放送される関係で振替として『彼女、お借りします（第2期）』を放送した。本作は2023年1月期にも『機動戦士ガンダム 水星の魔女』の再放送をBS-TBSにて非ネット（本作もBS11で遅れ放送がなされている）としたことにより再び放送された。
BS-TBS以外のBS局においては、BS日テレでは『アニメにむちゅ〜』枠で複数の番組を実質再放送した実績がある（TBS製作の番組も複数放送実績がある）他、『スーパーアニメイズム』枠の一部の番組を同時期に放送している（『スーパーアニメイズムTURBO』枠に関しては全て同時期ネットとなっている）。BS朝日の『アニメA』枠でも『スーパーアニメイズム』枠の一部の番組が同時期に放送されたことがある。2022年7月・10月期の『惑星のさみだれ』と2025年1月期の『日本へようこそエルフさん。』は製作に参加するBS11で放送された。
この他、2016年4月期の『迷家-マヨイガ-』よりWOWOWが『スーパーアニメイズム』枠を除く一部の番組の製作に参加し、WOWOWプライムの『アニメプレミア』→『アニメプライム』枠で放送することがある。この場合、BS放送ではBS-TBSとWOWOWの2局が同時期に並行して放送を行うことになる。WOWOWは本来視聴契約が必要な有料放送だが、これらの深夜アニメ番組は無料のノンスクランブル放送が行われる。
CS放送局 - AT-X / アニマックス / キッズステーション（いずれも一部の番組のみ、他の放送局でも放送実績あり）
CS放送局では、『アニメイズム』枠の番組を中心にテレビ東京ホールディングス傘下のAT-Xで放送されるケースが最も多く、次いでアニマックスとキッズステーションも若干の放送実績がある。AT-Xでは2018年9月以降、一部の番組に限り字幕放送にも対応している。『スーパーアニメイズム』→『スーパーアニメイズムTURBO』枠の番組は地上波全国ネットで放送されるため、CS放送局でも同時期に放送されるケースは少ない。
製作局の本局を含むMBSメディアホールディングス傘下のGAORA SPORTSでは放送実績はなく（アニメ番組を原則として放送していない）、TBSが運営するTBSチャンネルでも放送されたケースは少数のみである。その他、単発扱いで放送した局については「ネット局」を参照のこと。

## 歴史
特記しない限り、製作局の毎日放送（以下「本局」）のデータを記載する。

### 前史
- 2003年10月期 - 新作深夜アニメ『ヤミと帽子と本の旅人』（UHFアニメ）が金曜未明（木曜深夜）に放送された。

### レギュラー枠化後
- 2006年10月5日 - 第1弾作品の『コードギアス 反逆のルルーシュ』が放送開始。本局での放送時間は金曜未明（木曜深夜）の1:25 - 1:55。TBSでも1日遅れで逆ネットを開始。
- 2008年10月期 - 本番組枠の後続に他社製作の深夜アニメ枠2本が編成され、初めて3本体制となる。
- 2009年10月期 - 本局とTBSにて『おおきく振りかぶって』の再放送を開始。本局・TBSの共同製作かつ再放送ながら、レギュラー化後初となる自社製作のアニメ番組2本体制となる。TBSでは本局製作深夜アニメとの連続編成で、本局ではTBS製作深夜アニメを挟んだ連続編成で放送で、両局とも地上デジタル放送のみ画面比率16:9のワイドサイズでの再放送を実施。
- 2010年4月期 - 放送開始時間が5分繰り上がって1:20開始となる。後続の第2枠で、上記の『おおきく振りかぶって』の続編となる『おおきく振りかぶって 〜夏の大会編〜』が放送され、本クール限りながら初めて名実共に自社製作の新作深夜アニメ2本体制となる。
- 2011年1月期 - 3月11日（金曜）の14:46に東日本大震災が発生。発生直後から報道特別番組が続いた影響などを受け、このクールに放送されていた『魔法少女まどか☆マギカ』の放送が順次中止され、全ネット局のレギュラー放送がそのまま打ち切りとなった。翌4月下旬に全ネット局で残りのエピソードの一挙放送を実施した。
- 2011年4月期 - 本局製作分の深夜アニメ枠が3枠中2枠に拡大。放送開始時間が15分繰り下がって1:40開始となる。
- 2011年10月期 - 放送開始時間が10分繰り上がって1:30開始となる。
- 2012年1月期 - BS-TBSにて『妖狐×僕SS』の遅れネットを開始。そのまま下記の『アニメイズム』B1・B2枠のネットを開始した。

### 「アニメイズム」レーベル導入後
- 2012年4月期 - 『アニメイズム』のレーベル名称の使用を開始。放送開始時間が25分繰り下がって1:55開始となる。同時に中部日本放送（以下、CBCテレビ時代を含め「CBC」に統一）を除く各局で、各番組の冒頭にジングルが導入された。
- 2012年10月期 - ジングルに「B1」・「B2」の表記が追加される。放送開始時間が1:30開始に戻る。
- 2013年4月期 - 放送開始時間が5分繰り下がって1:35開始となる。CBCでB1・B2枠の放送が番宣番組を挟んだ土曜未明（金曜深夜）の連続編成となり、同局でもジングルの使用を開始。
- 2014年4月期 - 放送開始時間が19分繰り下がって1:49開始、CBCでの放送開始時間が2分繰り下がって2:37開始となる。

### 毎日放送での放送日移動後
- 2015年4月期 - 放送日時が土曜未明（金曜深夜）へ移動。基本の放送時間は2:10から3:10までとなる。これにより、地上波のレギュラーネット局は全て同日の放送となったが、製作局の本局よりもTBSの方が放送時間が15分先行することになった[1][8][9]。放送日変更に先駆け、同年2月20日未明には告知CMが放送された[10]。この放送日変更により、近畿広域圏で長年裏番組となっていた関西テレビの深夜アニメ枠（主にフジテレビ製作の『ノイタミナ』枠を放送）との競合が解消された[11]。
- 2015年10月期 - CBCでのB1・B2枠の間に編成されていた番宣番組がB1枠の直前に移動し、B1・B2枠が完全な連続編成となる。同局での放送開始時間が6分繰り下がって2:43開始となる。
- 2016年4月期
  - CBCでの放送開始時間が6分繰り下がって2:49開始となる。
  - 4月16日（土曜）未明に熊本地震の本震が発生し、報道特別番組が放送された影響で、当日放送予定だった本局を含む地上波3局での放送が中止された。翌日のBS-TBSでは予定通りに放送され、この日に限り同局のみ地上波各局よりも各番組が先行して放送された。地上波各局では翌週に別枠で振替放送を行った。
- 2016年10月期
  - B2枠の後続に『おおきく振りかぶって 〜夏の大会編〜』（TBSとの共同製作）以来となる自社製作アニメ『ALL OUT!!』が放送され、初となる自社製作3本体制となった。同番組は厳密には『アニメイズム』枠には含まれないが、本局のみB1・B2の区別がないジングルが流され、事実上の第3部として扱われた。
  - CBCでB2枠のネットが打ち切られB1枠のみの放送となり、放送開始時間が1分繰り下がって2:50開始となった。
  - レギュラーネット局以外のTBS系列他局でもB1・B2枠の区別・音声ありのジングルの使用を開始した。
- 2017年4月期 - CBCでの放送開始時間が11分繰り上がり2:39開始となった。
- 2017年7月期
  - 放送開始時間が1:55となり、TBSと同じ時間帯での放送に統一された（同時ネットではなく、番組の送出は各局別[注釈 7]）。
  - インターネットでの動画配信について、新作はAmazonプライム・ビデオでの新作独占配信となっていた（2019年1月期まで。日本国内のみ対象[12]）。
- 2017年10月期 - 後続の本局ローカル編成枠が2本体制となり、このクールに限り初めての合計4本体制となる。
- 2018年1月期 - CBCがレギュラーネット局から一旦離脱。
- 2018年7月期 - このクール以降、本局の後続のローカル枠では原則としてワーナー ブラザース ジャパンが製作に関与する番組が放送されるようになった（一部例外あり[注釈 8]）。
- 2018年10月期 - BS-TBSでの放送開始時間が1時間繰り下げられ、1:00開始となった。12月2日には『BS-TBS 4K』が開局した。
- 2019年4月期
  - 2020年にかけての約2年間にわたり、『アニメイズム』枠の大半の作品が毎日放送・講談社・DMM picturesの3社体制で製作された[2]。
  - B1枠が『アニメイズム』枠として初となる15分作品2本の編成となり、初めて自社制作3本体制となる。
  - TBSでは、中部日本放送（当時）製作の『ラストエグザイル-銀翼のファム-』が放送された2011年10月・2012年1月期以来の深夜アニメ3本体制が復活した。

### 「スーパーアニメイズム」開始後
- 2019年7月期
  - 本局製作・TBS系列全28局ネットの新たな深夜アニメ枠『スーパーアニメイズム』が新設[3][4]。第1弾作品は『炎炎ノ消防隊』。『アニメイズム』全2枠も引き続き継続となり、本局では土曜未明（金曜深夜）の深夜アニメ枠が純粋に1本増加し、2017年10月期以来の30分番組4本体制となった。TBSでも、前4月期に続き作品数基準で3本体制が維持される。
  - 7月18日に京都アニメーション放火殺人事件が発生したことを受けて、7月20日未明に放送予定だった『炎炎ノ消防隊』第3話が放送中止となった。振替として、2014年9月28日に日5枠で放送された『進撃の巨人』第3.5話「イルゼの手帳」が放送された（OADとして製作されたエピソードの再放送）。日5枠で放送された番組の再放送のため、冒頭のジングルは挿入されず、この週の『スーパーアニメイズム』枠は中止扱いとされた。
- 2019年10月期 - 10月12日放送分より『アニメイズム』のジングルが『スーパーアニメイズム』に準じたデザインのものに更新。
- 2020年4月期 - BS-TBSの『アニメイズム』枠が土曜未明（金曜深夜）に移動し、全レギュラーネット局が同日の放送に統一された。
- 2020年7月期
  - 『スーパーアニメイズム』枠では放送予定だった『ハイキュー!! TO THE TOP』（第2クール）が新型コロナウイルス感染症の拡大の影響により翌10月期へ延期され、当初『アニメイズム』枠で放送予定だった『彼女、お借りします（第1期）』が代わりに放送された。同作は後に同じ『スーパーアニメイズム』枠で2022年7月期に第2期が放送されている。
  - 『スーパーアニメイズム』枠のジングルが「おしり」枠の短編アニメなどを含むラインナップ紹介を加えた約10秒間のタイプに更新された（「おしり」枠がない週は従来通り約3秒間のタイプを使用）。
  - 『アニメイズム』B1枠の『炎炎ノ消防隊 弐ノ章』のネット局が、『アニメイズム』枠としては過去最多の全21局となった[注釈 9]。B2枠は前述の通り放送が延期された『ハイキュー!! TO THE TOP』の第1クールの再放送となり、本放送をネットしなかったBS-TBSでもネットされた。
- 2021年4月期 - CBCのみ『やくならマグカップも』を『スーパーアニメイズム』枠の直前のローカル編成枠で放送。CBCで土曜未明（金曜深夜）に自社製作の深夜アニメが放送されるのは『ラストエグザイル-銀翼のファム-』以来10年ぶりで、土曜未明（金曜深夜）における深夜アニメ2本体制は2017年10月期以来となった。
- 2021年7月期 - 『スーパーアニメイズム』枠の『乙女ゲームの破滅フラグしかない悪役令嬢に転生してしまった…X』と次クールの『ブルーピリオド』が、TBS系列のBS-TBSではなく初めてテレビ朝日系列のBS朝日で同時期に遅れネットで放送された。
- 2021年10月期
  - 『アニメイズム』B2枠にて、『アニメイズム』枠のレーベル名称制定前を含む本枠の歴代第1弾の作品『コードギアス 反逆のルルーシュ』のHDデジタルリマスター版が放送。本局のアニメ番組でデジタルリマスター版のレギュラー放送は『まんが日本昔ばなし』以来16年ぶりとなる。
  - CBCでは2021年4月期に放送された『やくならマグカップも』の第2期『やくならマグカップも 二番窯』を、『スーパーアニメイズム』枠の直後のローカル編成枠で放送。
- 2023年4月期
  - 『アニメイズ厶』枠の字幕放送が廃止される。

### 「スーパーアニメイズムTURBO」開始後
- 2024年4月期
  - 『スーパーアニメイズム』を金曜0:26枠（木曜深夜）に移動し、『スーパーアニメイズムTURBO』にリニューアル。
- 2024年10月期
  - 『アニメイズム』枠のロゴ・ジングルが変更される。
  - CBCテレビが『アニメイズム』B1枠のレギュラーネット局に復帰する。
- 2025年4月期
  - 『スーパーアニメイズムTURBO』および『アニメイズム』枠のジングルが変更される(ロゴはそのまま)。

## 放送番組

### 2012年1月期まで（枠名制定前）
地上アナログ放送では、2011年7月の停波まで全てSD画質4:3サイズでの放送。地上デジタル放送では、2009年9月までは当時のTBS製作の深夜アニメと同様にSD画質4:3サイズでの放送。2009年10月以降は16:9HDサイズでの放送だが、SDマスターの作品についてはハイビジョンサイズにアップコンバートしての放送。なお、ローカル枠で「☆」印が付いている番組は自社製作。
| 年   | 期間                    | 毎日放送製作深夜アニメ番組 毎日放送 金曜未明（木曜深夜） TBS 土曜未明（金曜深夜）ほか                                                                | 毎日放送製作深夜アニメ番組 毎日放送 金曜未明（木曜深夜） TBS 土曜未明（金曜深夜）ほか                                                                | 同日放送の深夜アニメ番組 毎日放送 金曜未明（木曜深夜）                                                                                               | 同日放送の深夜アニメ番組 毎日放送 金曜未明（木曜深夜）                                                                                               |
| 2003 | 10月期                  | | | ヤミと帽子と本の旅人 （スタジオディーン） | ヤミと帽子と本の旅人 （スタジオディーン） |
| 2006 | 10月期                  | コードギアス 反逆のルルーシュ （サンライズ） | コードギアス 反逆のルルーシュ （サンライズ） | | |
| 2007 | 1月期                   | コードギアス 反逆のルルーシュ （サンライズ） | コードギアス 反逆のルルーシュ （サンライズ） | | |
| 2007 | 4月期                   | DARKER THAN BLACK -黒の契約者- （ボンズ） | DARKER THAN BLACK -黒の契約者- （ボンズ） | | |
| 2007 | 7月期                   | DARKER THAN BLACK -黒の契約者- （ボンズ） | DARKER THAN BLACK -黒の契約者- （ボンズ） | | |
| 2007 | 10月期                  | 灼眼のシャナII -Second- （J.C.STAFF） | 灼眼のシャナII -Second- （J.C.STAFF） | | |
| 2008 | 1月期                   | 灼眼のシャナII -Second- （J.C.STAFF） | 灼眼のシャナII -Second- （J.C.STAFF） | | |
| 2008 | 4月期                   | マクロスF （サテライト） | マクロスF （サテライト） | | |
| 2008 | 7月期                   | マクロスF （サテライト） | マクロスF （サテライト） | | |
| 2008 | 10月期                  | 黒執事 （A-1 Pictures） | 黒執事 （A-1 Pictures） | キャシャーン Sins （マッドハウス） | CLANNAD 〜AFTER STORY〜 （京都アニメーション/TBS）                                                                                                   |
| 2009 | 1月期                   | 黒執事 （A-1 Pictures） | 黒執事 （A-1 Pictures） | キャシャーン Sins （マッドハウス） | CLANNAD 〜AFTER STORY〜 （京都アニメーション/TBS）                                                                                                   |
| 2009 | 4月期                   | バスカッシュ! （サテライト） | バスカッシュ! （サテライト） | けいおん! （京都アニメーション/TBS） | PandoraHearts （XEBEC/TBS） |
| 2009 | 7月期                   | バスカッシュ! （サテライト） | バスカッシュ! （サテライト） | 大正野球娘。 （J.C.STAFF/TBS） | PandoraHearts （XEBEC/TBS） |
| 2009 | 10月期                  | DARKER THAN BLACK -流星の双子- （ボンズ） | DARKER THAN BLACK -流星の双子- （ボンズ） | にゃんこい! （AIC/TBS） | ☆おおきく振りかぶって （A-1 Pictures/TBS） |
| 2010 | 1月期                   | デュラララ!! （ブレインズ・ベース） | デュラララ!! （ブレインズ・ベース） | ひだまりスケッチ×☆☆☆ （シャフト/TBS） | ☆おおきく振りかぶって （A-1 Pictures/TBS） |
| 2010 | 4月期                   | デュラララ!! （ブレインズ・ベース） | デュラララ!! （ブレインズ・ベース） | ☆おおきく振りかぶって 〜夏の大会編〜 （A-1 Pictures/TBS）                                                                                            | ☆おおきく振りかぶって 〜夏の大会編〜 （A-1 Pictures/TBS）                                                                                            |
| 2010 | 7月期                   | 黒執事II （A-1 Pictures） | 黒執事II （A-1 Pictures） | アマガミSS （AIC/TBS） | [ 注釈 14 ] |
| 2010 | 10月期                  | 咎狗の血 （A-1 Pictures） | 咎狗の血 （A-1 Pictures） | アマガミSS （AIC/TBS） | ☆Angel Beats! （P.A.WORKS/中部日本放送） |
| 2011 | 1月期                   | 魔法少女まどか☆マギカ （シャフト） | 魔法少女まどか☆マギカ （シャフト） | Rio RainbowGate! （XEBEC） | ☆戦国BASARA弐 （Production I.G） |
| 2011 | これより自社製作2枠体制 | | | | |
| 2011 | 4月期                   | Aチャンネル （Studio五組） | Dororonえん魔くん メ〜ラめら （ブレインズ・ベース）                                                                                                  | 電波女と青春男 （シャフト/TBS） | 電波女と青春男 （シャフト/TBS） |
| 2011 | 7月期                   | BLOOD-C (Production I.G) | 輪るピングドラム （ブレインズ・ベース） | THE IDOLM@STER （A-1 Pictures/TBS） | THE IDOLM@STER （A-1 Pictures/TBS） |
| 2011 | 10月期                  | Persona4 the ANIMATION （AIC ASTA） | 輪るピングドラム （ブレインズ・ベース） | THE IDOLM@STER （A-1 Pictures/TBS） | THE IDOLM@STER （A-1 Pictures/TBS） |
| 2012 | 1月期                   | Persona4 the ANIMATION （AIC ASTA） | 妖狐×僕SS （david production） | パパのいうことを聞きなさい! （feel.） | パパのいうことを聞きなさい! （feel.） |
| 備考 | 備考                    | 括弧内は制作会社および製作局（特記なき場合は自社単独製作）。 番組ごとの放送時間・放送局の詳細は各作品記事を参照。☆はローカル枠における自社製作番組。 | 括弧内は制作会社および製作局（特記なき場合は自社単独製作）。 番組ごとの放送時間・放送局の詳細は各作品記事を参照。☆はローカル枠における自社製作番組。 | 括弧内は制作会社および製作局（特記なき場合は自社単独製作）。 番組ごとの放送時間・放送局の詳細は各作品記事を参照。☆はローカル枠における自社製作番組。 | 括弧内は制作会社および製作局（特記なき場合は自社単独製作）。 番組ごとの放送時間・放送局の詳細は各作品記事を参照。☆はローカル枠における自社製作番組。 |

### 2012年4月期から2019年4月期まで
特記なきものはいずれも30分番組。ローカル枠で「☆」印が付いている番組は自社製作。
| 年   | 期間   | 『アニメイズム』枠 毎日放送 金曜未明（木曜深夜） TBS・中部日本放送→CBCテレビ土曜未明（金曜深夜） BS-TBS 日曜未明（土曜深夜）                                       | 『アニメイズム』枠 毎日放送 金曜未明（木曜深夜） TBS・中部日本放送→CBCテレビ土曜未明（金曜深夜） BS-TBS 日曜未明（土曜深夜）                                       | 同日放送の深夜アニメ番組 毎日放送 金曜未明（木曜深夜） | 同日放送の深夜アニメ番組 毎日放送 金曜未明（木曜深夜） |
| 年   | 期間   | B1 | B2 | 同日放送の深夜アニメ番組 毎日放送 金曜未明（木曜深夜） | 同日放送の深夜アニメ番組 毎日放送 金曜未明（木曜深夜） |
| 2012 | 4月期  | エウレカセブンAO （ボンズ） | 夏色キセキ （サンライズ） | シャイニング・ハーツ 〜幸せのパン〜 （Production I.G） | シャイニング・ハーツ 〜幸せのパン〜 （Production I.G） |
| 2012 | 7月期  | エウレカセブンAO （ボンズ） | じょしらく （J.C.STAFF） | 貧乏神が! （サンライズ/テレビ東京） | 貧乏神が! （サンライズ/テレビ東京） |
| 2012 | 10月期 | K （GoHands） | 絶園のテンペスト （ボンズ/キッズステーション） | 武装神姫 （エイトビット/TBS） | 武装神姫 （エイトビット/TBS） |
| 2013 | 1月期  | ビビッドレッド・オペレーション （A-1 Pictures） | 絶園のテンペスト （ボンズ/キッズステーション） | 僕は友達が少ないNEXT （AIC Build/TBS） | 僕は友達が少ないNEXT （AIC Build/TBS） |
| 2013 | 4月期  | 革命機ヴァルヴレイヴ （1stシーズン） （サンライズ） | DEVIL SURVIVOR 2 the ANIMATION （ブリッジ） | うたの☆プリンスさまっ♪ マジLOVE2000% （A-1 Pictures） | うたの☆プリンスさまっ♪ マジLOVE2000% （A-1 Pictures） |
| 2013 | 7月期  | ダンガンロンパ 希望の学園と絶望の高校生 The Animation （Lerche）                                                                                                   | 恋愛ラボ （動画工房/AT-X） | 戦姫絶唱シンフォギアG （サテライト） | 戦姫絶唱シンフォギアG （サテライト） |
| 2013 | 10月期 | 革命機ヴァルヴレイヴ （2ndシーズン） （サンライズ） | キルラキル （TRIGGER） | ゴールデンタイム （J.C.STAFF） | ゴールデンタイム （J.C.STAFF） |
| 2014 | 1月期  | 鬼灯の冷徹（第壱期） （WIT STUDIO） | キルラキル （TRIGGER） | ゴールデンタイム （J.C.STAFF） | ゴールデンタイム （J.C.STAFF） |
| 2014 | 4月期  | シドニアの騎士 （ポリゴン・ピクチュアズ） | 悪魔のリドル （ディオメディア） | selector infected WIXOSS （J.C.STAFF） | selector infected WIXOSS （J.C.STAFF） |
| 2014 | 7月期  | Persona4 the Golden ANIMATION （A-1 Pictures） | 黒執事 Book of Circus （A-1 Pictures） | 白銀の意思 アルジェヴォルン （XEBEC） | 白銀の意思 アルジェヴォルン （XEBEC） |
| 2014 | 10月期 | ガンダム Gのレコンギスタ （サンライズ） | 結城友奈は勇者である （Studio五組） | 白銀の意思 アルジェヴォルン （XEBEC） | 白銀の意思 アルジェヴォルン （XEBEC） |
| 2015 | 1月期  | ガンダム Gのレコンギスタ （サンライズ） | 蒼穹のファフナー EXODUS （第1クール） （XEBECzwei） | 幸腹グラフィティ （シャフト/TBS） | 幸腹グラフィティ （シャフト/TBS） |
| 2015 | 期間   | 『アニメイズム』枠 毎日放送・TBS・CBCテレビ土曜未明（金曜深夜） BS-TBS 日曜未明（土曜深夜）                                                                        | 『アニメイズム』枠 毎日放送・TBS・CBCテレビ土曜未明（金曜深夜） BS-TBS 日曜未明（土曜深夜）                                                                        | 同日放送の深夜アニメ番組 毎日放送 土曜 3:10 - 3:40（金曜深夜） | 同日放送の深夜アニメ番組 毎日放送 土曜 3:10 - 3:40（金曜深夜） |
| 2015 | 期間   | B1 | B2 | 同日放送の深夜アニメ番組 毎日放送 土曜 3:10 - 3:40（金曜深夜） | 同日放送の深夜アニメ番組 毎日放送 土曜 3:10 - 3:40（金曜深夜） |
| 2015 | 4月期  | シドニアの騎士 第九惑星戦役 （ポリゴン・ピクチュアズ） | 食戟のソーマ （J.C.STAFF） | 魔法少女リリカルなのはViVid （A-1 Pictures） | 魔法少女リリカルなのはViVid （A-1 Pictures） |
| 2015 | 7月期  | Classroom☆Crisis （Lay-duce） | 食戟のソーマ （J.C.STAFF） | 戦姫絶唱シンフォギアGX （サテライト） | 戦姫絶唱シンフォギアGX （サテライト） |
| 2015 | 10月期 | K RETURN OF KINGS （GoHands） | 蒼穹のファフナー EXODUS （第2クール） （XEBECzwei） | ノラガミ ARAGOTO （ボンズ/BSフジ） | ノラガミ ARAGOTO （ボンズ/BSフジ） |
| 2016 | 1月期  | 亜人（第1クール） （ポリゴン・ピクチュアズ） | 昭和元禄落語心中 （スタジオディーン） | ファンタシースターオンライン2 ジ アニメーション （テレコム・アニメーションフィルム/TBS）                                                                           | ファンタシースターオンライン2 ジ アニメーション （テレコム・アニメーションフィルム/TBS）                                                                           |
| 2016 | 4月期  | 迷家-マヨイガ- （ディオメディア/WOWOW） | マギ シンドバッドの冒険 （Lay-duce） | 坂本ですが? （スタジオディーン/TBS） | 坂本ですが? （スタジオディーン/TBS） |
| 2016 | 7月期  | 91Days （朱夏） | ベルセルク（第1期） （GEMBA、ミルパンセ/WOWOW） | はんだくん （ディオメディア/TBS） | はんだくん （ディオメディア/TBS） |
| 2016 | 期間   | 『アニメイズム』枠 毎日放送・TBS・CBCテレビ 土曜未明（金曜深夜） BS-TBS 日曜 0:00 - 0:30（土曜深夜）ほか                                                           | 『アニメイズム』枠 毎日放送・TBS 土曜未明（金曜深夜） BS-TBS 日曜 0:30 - 1:00（土曜深夜）                                                                          | 同日放送の深夜アニメ番組 毎日放送 土曜未明（金曜深夜） | 同日放送の深夜アニメ番組 毎日放送 土曜未明（金曜深夜） |
| 2016 | 期間   | B1 | B2 | 同日放送の深夜アニメ番組 毎日放送 土曜未明（金曜深夜） | 同日放送の深夜アニメ番組 毎日放送 土曜未明（金曜深夜） |
| 2016 | 10月期 | ハイキュー!! 烏野高校 VS 白鳥沢学園高校 （Production I.G） | 亜人（第2クール） （ポリゴン・ピクチュアズ） | ☆ALL OUT!! （トムス・エンタテインメント、マッドハウス） | ☆ALL OUT!! （トムス・エンタテインメント、マッドハウス） |
| 2017 | 1月期  | 青の祓魔師 京都不浄王篇 （A-1 Pictures） | 昭和元禄落語心中 -助六再び篇- （スタジオディーン） | ☆ALL OUT!! （トムス・エンタテインメント、マッドハウス） | ☆ALL OUT!! （トムス・エンタテインメント、マッドハウス） |
| 2017 | 4月期  | 神撃のバハムート VIRGIN SOUL （MAPPA） | ベルセルク（第2期） （GEMBA、ミルパンセ/WOWOW） | カブキブ! （スタジオディーン/TBS） | カブキブ! （スタジオディーン/TBS） |
| 2017 | 7月期  | 神撃のバハムート VIRGIN SOUL （MAPPA） | 将国のアルタイル （MAPPA） | 地獄少女 宵伽 （スタジオディーン/TOKYO MX） | 地獄少女 宵伽 （スタジオディーン/TOKYO MX） |
| 2017 | 10月期 | 結城友奈は勇者である -鷲尾須美の章-/-勇者の章- （Studio五組） | 将国のアルタイル （MAPPA） | Just Because! （PINE JAM/TOKYO MX・AT-X・BSフジ） | ☆七つの大罪（第2クール目） （A-1 Pictures） |
| 2018 | 期間   | 『アニメイズム』枠 毎日放送・TBS 土曜未明（金曜深夜） BS-TBS 日曜未明（土曜深夜）ほか                                                                              | 『アニメイズム』枠 毎日放送・TBS 土曜未明（金曜深夜） BS-TBS 日曜未明（土曜深夜）ほか                                                                              | 同日放送の深夜アニメ番組 毎日放送 土曜 2:55 - 3:25（金曜深夜） | 同日放送の深夜アニメ番組 毎日放送 土曜 2:55 - 3:25（金曜深夜） |
| 2018 | 期間   | B1 | B2 | 同日放送の深夜アニメ番組 毎日放送 土曜 2:55 - 3:25（金曜深夜） | 同日放送の深夜アニメ番組 毎日放送 土曜 2:55 - 3:25（金曜深夜） |
| 2018 | 1月期  | BEATLESS （ディオメディア） | キリングバイツ （ライデンフィルム） | ☆刀使ノ巫女 （Studio五組/AT-X） | ☆刀使ノ巫女 （Studio五組/AT-X） |
| 2018 | 4月期  | BEATLESS （ディオメディア） | 魔法少女サイト （production dóA） | ☆刀使ノ巫女 （Studio五組/AT-X） | ☆刀使ノ巫女 （Studio五組/AT-X） |
| 2018 | 7月期  | ハッピーシュガーライフ （Ezo'la） | ぐらんぶる （ゼロジー） | ☆ハイスコアガール （J.C.STAFF） | ☆ハイスコアガール （J.C.STAFF） |
| 2018 | 10月期 | 寄宿学校のジュリエット （ライデンフィルム） | 色づく世界の明日から （P.A.WORKS/AT-X） | ジョジョの奇妙な冒険 黄金の風 （david production） | ジョジョの奇妙な冒険 黄金の風 （david production） |
| 2019 | 1月期  | ドメスティックな彼女 （ディオメディア） | 魔法少女特殊戦あすか （ライデンフィルム/AT-X） | ジョジョの奇妙な冒険 黄金の風 （david production） | ジョジョの奇妙な冒険 黄金の風 （david production） |
| 2019 | 4月期  | 川柳少女1（CONNECT） / みだらな青ちゃんは勉強ができない1（SILVER LINK.）                                                                                           | ひとりぼっちの○○生活 （C2C/AT-X） | ジョジョの奇妙な冒険 黄金の風 （david production） | ジョジョの奇妙な冒険 黄金の風 （david production） |
| 備考 | 備考   | 括弧内は制作会社および製作局（特記なき場合は自社単独製作）。 番組ごとの放送時間・放送局の詳細は各作品記事を参照。☆はローカル枠における自社製作番組。 1：15分番組。 | 括弧内は制作会社および製作局（特記なき場合は自社単独製作）。 番組ごとの放送時間・放送局の詳細は各作品記事を参照。☆はローカル枠における自社製作番組。 1：15分番組。 | 括弧内は制作会社および製作局（特記なき場合は自社単独製作）。 番組ごとの放送時間・放送局の詳細は各作品記事を参照。☆はローカル枠における自社製作番組。 1：15分番組。 | 括弧内は制作会社および製作局（特記なき場合は自社単独製作）。 番組ごとの放送時間・放送局の詳細は各作品記事を参照。☆はローカル枠における自社製作番組。 1：15分番組。 |

### 2019年7月期から2024年1月期まで
特記なきものはいずれも30分番組。☆は関西ローカルアニメ枠における自社製作番組。『スーパーアニメイズム』では全局字幕放送・番組連動データ放送を実施。
| 年   | 期間   | 『スーパーアニメイズム』枠 毎日放送をはじめとするTBS系列全28局 土曜 1:25 - 1:55（金曜深夜） →土曜 1:23 - 1:53（金曜深夜） | 『アニメイズム』枠 毎日放送・TBS 土曜 1:55 - 2:55（金曜深夜） →土曜 1:53 - 2:53（金曜深夜） BS-TBS 日曜 1:00 - 2:00（土曜深夜） →土曜 2:30 - 3:30（金曜深夜）ほか | 『アニメイズム』枠 毎日放送・TBS 土曜 1:55 - 2:55（金曜深夜） →土曜 1:53 - 2:53（金曜深夜） BS-TBS 日曜 1:00 - 2:00（土曜深夜） →土曜 2:30 - 3:30（金曜深夜）ほか | 同日放送の深夜アニメ番組 毎日放送 土曜 2:55 - 3:25（金曜深夜） →土曜 2:53 - 3:23（金曜深夜）                      | 同日放送の深夜アニメ番組 毎日放送 土曜 2:55 - 3:25（金曜深夜） →土曜 2:53 - 3:23（金曜深夜）                      |
| 年   | 期間   | 『スーパーアニメイズム』枠 毎日放送をはじめとするTBS系列全28局 土曜 1:25 - 1:55（金曜深夜） →土曜 1:23 - 1:53（金曜深夜） | B1 | B2 | 同日放送の深夜アニメ番組 毎日放送 土曜 2:55 - 3:25（金曜深夜） →土曜 2:53 - 3:23（金曜深夜）                      | 同日放送の深夜アニメ番組 毎日放送 土曜 2:55 - 3:25（金曜深夜） →土曜 2:53 - 3:23（金曜深夜）                      |
| 2019 | 7月期  | 炎炎ノ消防隊 （david production）                                                                                         | グランベルム （Nexus） | 荒ぶる季節の乙女どもよ。 （Lay-duce） | とある科学の一方通行 （J.C.STAFF/AT-X）                                                                           | |
| 2019 | 10月期 | 炎炎ノ消防隊 （david production）                                                                                         | 歌舞伎町シャーロック （Production I.G） | 真・中華一番!（第1期） （NAS） | ☆ハイスコアガール（14・15話） （J.C.STAFF） ↓ ☆ハイスコアガールII （J.C.STAFF）                                   | |
| 2020 | 1月期  | ハイキュー!! TO THE TOP （第1クール） （Production I.G）                                                                  | 歌舞伎町シャーロック （Production I.G） | ランウェイで笑って （Ezo'la） | とある科学の超電磁砲T （J.C.STAFF/AT-X）                                                                          | |
| 2020 | 4月期  | アルゴナビス from BanG Dream! （サンジゲン）                                                                              | LISTENERS リスナーズ （MAPPA） | 波よ聞いてくれ （サンライズ） | とある科学の超電磁砲T （J.C.STAFF/AT-X）                                                                          | |
| 2020 | 7月期  | 彼女、お借りします（第1期） （トムス・エンタテインメント）                                                                | 炎炎ノ消防隊 弐ノ章 （david production） | ハイキュー!! TO THE TOP （第1クール・再放送） （Production I.G）                                                                                                  | とある科学の超電磁砲T （J.C.STAFF/AT-X）                                                                          | |
| 2020 | 10月期 | 呪術廻戦（第1期） （MAPPA）                                                                                               | 炎炎ノ消防隊 弐ノ章 （david production） | ハイキュー!! TO THE TOP （第2クール） （Production I.G） | ☆100万の命の上に俺は立っている （第1シーズン） （MAHO FILM/BS11・WOWOW）                                          | |
| 2021 | 1月期  | 呪術廻戦（第1期） （MAPPA）                                                                                               | プレイタの傷 （GoHands） | 俺だけ入れる隠しダンジョン （オクルトノボル） | 天地創造デザイン部 （旭プロダクション/ TOKYO MX・テレビ愛知・BSフジ・AT-X）                                       | |
| 2021 | 4月期  | すばらしきこのせかい The Animation （ドメリカ、シンエイ動画）                                                             | BLUE REFLECTION RAY/澪 （J.C.STAFF） | ましろのおと （シンエイ動画） | ☆SSSS.DYNAZENON （TRIGGER/BS11）                                                                                  | |
| 2021 | 7月期  | 乙女ゲームの破滅フラグしかない悪役令嬢に転生してしまった…X （SILVER LINK.）                                               | BLUE REFLECTION RAY/澪 （J.C.STAFF） | カノジョも彼女 （手塚プロダクション） | ☆100万の命の上に俺は立っている （第2シーズン） （MAHO FILM/BS11・WOWOW）                                          | |
| 2021 | 10月期 | ブルーピリオド （Seven Arcs）                                                                                             | 結城友奈は勇者である -大満開の章- （Studio五組） | 15周年 コードギアス 反逆のルルーシュ （HDデジタルリマスター版） （サンライズ）                                                                                    | ☆終末のワルキューレ （グラフィニカ）                                                                              | |
| 2022 | 1月期  | からかい上手の高木さん3 （シンエイ動画）                                                                                  | CUE! （ゆめ太カンパニー、グラフィニカ） | 15周年 コードギアス 反逆のルルーシュ （HDデジタルリマスター版） （サンライズ）                                                                                    | ジョジョの奇妙な冒険 ストーンオーシャン（第1クール） （david production）                                         | |
| 2022 | 4月期  | ダンス・ダンス・ダンスール （MAPPA）                                                                                      | CUE! （ゆめ太カンパニー、グラフィニカ） | 阿波連さんははかれない （FelixFilm） | ヒロインたるもの!〜嫌われヒロインと内緒のお仕事〜 （Lay-duce）                                                    | |
| 2022 | 7月期  | 彼女、お借りします（第2期） （トムス・エンタテインメント）                                                                | 惑星のさみだれ （NAZ/BS11） | 15周年 コードギアス 反逆のルルーシュR2 （HDデジタルリマスター版） （サンライズ）                                                                                  | ☆プリマドール （バイブリーアニメーションスタジオ/TOKYO MX・BS朝日）                                               | |
| 2022 | 10月期 | 聖剣伝説 Legend of Mana -The Teardrop Crystal- （グラフィニカ、横浜アニメーションラボ）                                   | 惑星のさみだれ （NAZ/BS11） | 15周年 コードギアス 反逆のルルーシュR2 （HDデジタルリマスター版） （サンライズ）                                                                                  | ジョジョの奇妙な冒険 ストーンオーシャン（第2・第3クール） （david production）                                    | |
| 2023 | 1月期  | アルスの巨獣 （旭プロダクション）                                                                                         | ツンデレ悪役令嬢リーゼロッテと実況の遠藤くんと解説の小林さん （手塚プロダクション）                                                                               | 機動戦士ガンダム 水星の魔女 （Season1・再放送） （サンライズ） | ジョジョの奇妙な冒険 ストーンオーシャン（第2・第3クール） （david production）                                    | |
| 2023 | 4月期  | 女神のカフェテラス （手塚プロダクション）                                                                                 | 魔法少女マジカルデストロイヤーズ （バイブリーアニメーションスタジオ）                                                                                             | 江戸前エルフ （C2C） | ☆終末のワルキューレII（前編） （グラフィニカ、ゆめ太カンパニー）                                                  | |
| 2023 | 7月期  | 彼女、お借りします（第3期） （トムス・エンタテインメント）                                                                | AIの遺電子 （マッドハウス） | デキる猫は今日も憂鬱 （GoHands） | ☆悲劇の元凶となる最強外道ラスボス女王は民の為に尽くします。 （OLM Team Yoshioka/ TOKYO MX・BS11）                 | |
| 2023 | 10月期 | アンデッドアンラック （david production）                                                                                 | はめつのおうこく （横浜アニメーションラボ） | カノジョも彼女 Season 2 （SynergySP） | ☆終末のワルキューレII（後編） （グラフィニカ、ゆめ太カンパニー）                                                  | |
| 2024 | 1月期  | アンデッドアンラック （david production）                                                                                 | ぽんのみち （OLM） | ハイキュー!!音駒セレクション （再放送） （Production I.G） | ☆即死チートが最強すぎて、異世界のやつらがまるで相手にならないんですが。 （オクルトノボル/TOKYO MX・BS11）         | |
| 備考 | 備考   | 括弧内は制作会社および製作局（特記なき場合は自社単独製作）。 番組ごとの放送時間・放送局の詳細は各作品記事を参照。         | 括弧内は制作会社および製作局（特記なき場合は自社単独製作）。 番組ごとの放送時間・放送局の詳細は各作品記事を参照。                                                 | 括弧内は制作会社および製作局（特記なき場合は自社単独製作）。 番組ごとの放送時間・放送局の詳細は各作品記事を参照。                                                 | 括弧内は制作会社および製作局（特記なき場合は自社単独製作）。 番組ごとの放送時間・放送局の詳細は各作品記事を参照。 | 括弧内は制作会社および製作局（特記なき場合は自社単独製作）。 番組ごとの放送時間・放送局の詳細は各作品記事を参照。 |

### 2024年4月期以降
特記なきものはいずれも30分番組。☆は関西ローカルアニメ枠における自社製作番組。『スーパーアニメイズムTURBO』では全局字幕放送・番組連動データ放送を実施。
| 年   | 期間   | 『スーパーアニメイズムTURBO』枠 毎日放送をはじめとするTBS系列全28局 金曜 0:26 - 0:56（木曜深夜）                  | 『アニメイズム』枠 毎日放送・TBS 土曜 1:53 - 2:53（金曜深夜） BS-TBS 土曜 2:30 - 3:30（金曜深夜）ほか             | 『アニメイズム』枠 毎日放送・TBS 土曜 1:53 - 2:53（金曜深夜） BS-TBS 土曜 2:30 - 3:30（金曜深夜）ほか             | 『アニメイズム』同日放送の深夜アニメ番組 毎日放送 土曜 2:53 - 3:23（金曜深夜）                                    | 『アニメイズム』同日放送の深夜アニメ番組 毎日放送 土曜 2:53 - 3:23（金曜深夜）                                    |
| 年   | 期間   | 『スーパーアニメイズムTURBO』枠 毎日放送をはじめとするTBS系列全28局 金曜 0:26 - 0:56（木曜深夜）                  | B1 | B2 | 『アニメイズム』同日放送の深夜アニメ番組 毎日放送 土曜 2:53 - 3:23（金曜深夜）                                    | 『アニメイズム』同日放送の深夜アニメ番組 毎日放送 土曜 2:53 - 3:23（金曜深夜）                                    |
| 2024 | 4月期  | WIND BREAKER Season 1 （CloverWorks）                                                                             | HIGHSPEED Étoile （Studio A-CAT）                                                                                 | ハイキュー!!ベストバウト傑作選 （再放送） （Production I.G）                                                      | ただいま、おかえり （スタジオディーン/アニマックス）                                                              | |
| 2024 | 7月期  | 女神のカフェテラス（第2期） （手塚プロダクション）                                                                | ダンジョンの中のひと （OLM）                                                                                      | この世界は不完全すぎる （100studio、studioぱれっと）                                                              | 2.5次元の誘惑 （J.C.STAFF）                                                                                       | |
| 2024 | 10月期 | ダンダダン（第1期） （サイエンスSARU）                                                                            | 魔法使いになれなかった女の子の話 （J.C.STAFF）                                                                    | 凍牌〜裏レート麻雀闘牌録〜 （イーストフィッシュスタジオ）                                                         | 2.5次元の誘惑 （J.C.STAFF）                                                                                       | |
| 2025 | 1月期  | 悪役令嬢転生おじさん （亜細亜堂）                                                                                 | 日本へようこそエルフさん。 （ゼロジー/BS11・AT-X）                                                                | 凍牌〜裏レート麻雀闘牌録〜 （イーストフィッシュスタジオ）                                                         | FARMAGIA （ブリッジ）                                                                                             | |
| 2025 | 4月期  | WIND BREAKER Season 2 （CloverWorks）                                                                             | 炎炎ノ消防隊 参ノ章（第1クール） （david production）                                                             | ダンダダン（第1期・再放送） （サイエンスSARU）                                                                    | ☆結城友奈は勇者である -大満開の章- （再放送） （Studio五組）                                                      | |
| 2025 | 7月期  | ダンダダン（第2期） （サイエンスSARU）                                                                            | ずたぼろ令嬢は姉の元婚約者に溺愛される （ランドック・スタジオ）                                                   | 彼女、お借りします（第4期） （トムス・エンタテインメント）                                                        | ☆ブスに花束を。 （SILVER LINK./TOKYO MX・BS日テレ）                                                               | |
| 2025 | 10月期 | 永久のユウグレ （P.A.WORKS）                                                                                      | SANDA （サイエンスSARU）                                                                                          | 未公表 | 未公表 | |
| 備考 | 備考   | 括弧内は制作会社および製作局（特記なき場合は自社単独製作）。 番組ごとの放送時間・放送局の詳細は各作品記事を参照。 | 括弧内は制作会社および製作局（特記なき場合は自社単独製作）。 番組ごとの放送時間・放送局の詳細は各作品記事を参照。 | 括弧内は制作会社および製作局（特記なき場合は自社単独製作）。 番組ごとの放送時間・放送局の詳細は各作品記事を参照。 | 括弧内は制作会社および製作局（特記なき場合は自社単独製作）。 番組ごとの放送時間・放送局の詳細は各作品記事を参照。 | 括弧内は制作会社および製作局（特記なき場合は自社単独製作）。 番組ごとの放送時間・放送局の詳細は各作品記事を参照。 |

### スーパーアニメイズム おしり
スーパーアニメイズム枠の末尾に放送されていた短編作品。枠移動・改名後は放送されていない。
| 放送期間 | 題名                                               | スーパーアニメイズム本編                                   | 備考 |
| --- | -------------------------------------------------- | ---------------------------------------------------------- | --- |
| 2019年10月12日 - 12月28日 | ネコ戦隊びたたま                                   | 炎炎ノ消防隊                                               | ドラマ番組。ヒッチハイク扱い。 |
| 2020年2月8日 - 2月29日 | アルゴナビス from BanG Dream! アニメ直前スペシャル | ハイキュー!! TO THE TOP （第1クール）                      | バラエティ番組 |
| 2020年3月28日 - 4月4日 | ロノー先生の悪魔な神授業                           | ハイキュー!! TO THE TOP （第1クール）                      | |
| 2020年7月11日 - 9月12日 | GETUP! GETLIVE! #げらげら                          | 彼女、お借りします                                         | 第11話のおしり枠はすばらしきこのせかい The Animationの本編映像、第12話（最終話）のおしり枠は『彼女、お借りします ぷち』最終話を放送。                                                               |
| 2020年10月3日 - 2021年3月27日 | 犬と猫どっちも飼ってると毎日たのしい               | 呪術廻戦（第1期）                                          | TBS・RSKでは『まるっと!サタデー』内にてリピート放送を実施。 BS-TBSでも放送。 |
| 2021年4月10日 - 6月26日 | 結城友奈は勇者である ちゅるっと!                   | すばらしきこのせかい The Animation                         | 本編は『アニメイズム』枠で放送。 AT-Xでも放送。 |
| 2021年7月3日 - 9月18日 | 俺、つしま                                         | 乙女ゲームの破滅フラグしかない悪役令嬢に転生してしまった…X | J:テレ・AT-Xでも放送。 |
| 2021年10月2日 - 12月18日 | でーじミーツガール                                 | ブルーピリオド                                             | AT-Xと共同で製作委員会に参加。 12月25日に本編枠で『30分まるごとでーじミーツガールSP!』を放送。 BS朝日・AT-Xでも放送。                                                                               |
| 2022年1月 - 3月は『からかい上手の高木さん3』1本のみの編成となり、「おしり」枠は放送されなかったが、放送開始前と放送終了後に『劇場版 呪術廻戦 0』の告知が流れていた。1月29日放送では日5復活トリビュートPVが流れた。 |                                                    |                                                            | |
| 2022年4月2日 - 6月18日 | じゃんたま PONG☆                                   | ダンス・ダンス・ダンスール                                 | AT-Xでも放送。 |
| 2022年7月2日 - 9月17日 | 彼女、お借りします ぷち（第2期）                   | 彼女、お借りします（第2期）                                | 第1期（彼女、お借りします ぷち）は公式twitterでのWebアニメ。 |
| 2022年10月 - 12月は『聖剣伝説 Legend of Mana -The Teardrop Crystal-』1本のみの編成となり、「おしり」枠は放送されなかったが、放送終了後に『機動戦士ガンダム 水星の魔女』予告PV第二弾が流れていた。                  |                                                    |                                                            | |
| 2023年1月7日 - 3月25日 | 現代アートを基礎から学べるチャンネル TV版          | アルスの巨獣                                               | |
| 2023年4月 - 6月は『女神のカフェテラス』1本のみの編成となり、「おしり」枠は放送されなかったが、放送終了後に『機動戦士ガンダム 水星の魔女 Season2』5秒番宣と『呪術廻戦（第2期）懐玉・玉折編』PVが流れている。        |                                                    |                                                            | |
| 2023年7月8日 - 9月30日 | いきものさん                                       | 彼女、お借りします（第3期）                                | 『いきものさん』のみ副音声放送（音声多重放送、副音声の字幕放送はない）も実施。AT-Xでも放送。 |
| 2023年10月7日 - 12月23日 | ジャンプアニメイズム                               | アンデッドアンラック                                       | 『週刊少年ジャンプ』にて連載の漫画作品のPVを放送。 冒頭のタイトルコールと次回予告は『アンデッドアンラック』の主人公・出雲風子（佳原萌枝）とアンディ（中村悠一）が担当しており、本編と連動している。 |
| 2024年1月 - 2月は『ジャンプアニメイズム』の記載こそEPGの番組名に残されているが、実際には『アンデッドアンラック』1本のみの編成で、本編終了後に『劇場版ハイキュー!! ゴミ捨て場の決戦』の告知が流れている。           |                                                    |                                                            | |
| 2024年3月2日 - 3月23日 | サイエンスSARU×MBS オリジナルショートアニメ大作戦! | アンデッドアンラック                                       | サイエンスSARU制作のショートアニメを週替わりで放送。 |

### 放送予定
スーパーアニメイズムTURBO
- 永久のユウグレ（2025年10月 - ）

アニメイズム
- SANDA（2025年10月4日 - 、B1枠）

### 当番組枠内または同日放送の特別番組等
改編期を中心に特別番組などが放送されることがある。日時はいずれも番組告知時の毎日放送における放送予定のもの。
| 放送日時                          | 題名                                                                                          | 備考 |
| --------------------------------- | --------------------------------------------------------------------------------------------- | --- |
| 2007年12月29日 1:15（28日深夜）   | 『祝25周年!あのマクロスが帰ってくるぞSP!!』                                                   | マクロスシリーズ25周年記念特番 『マクロスF』放送直前特番                                                          |
| 2008年9月26日 3:00（25日深夜）    | 『黒執事 サキドリSP 最強の黒執事は誰だ？』                                                    | 『黒執事』放送直前特番                                                                                            |
| 2009年3月27日 1:55（26日深夜）    | 『バスカッシュ！放送直前SP 〜レジェンド オブ バスカッシュ〜』                                 | 『バスカッシュ!』放送直前特番                                                                                     |
| 2012年1月6日 2:10（5日深夜）      | 『黒執事II』特別編第5話「死神ウィルの物語」                                                   | 『黒執事II』DVD第8巻収録の番外編                                                                                  |
| 2012年4月6日 1:55（5日深夜）      | 『交響詩篇エウレカセブン』第51話「ニュー・オーダー」                                          | 『交響詩篇エウレカセブン』特別編 2006年に実施されたイベント『SonyMusic Anime Fes.06』用オリジナルシナリオ。       |
| 2012年12月28日 3:30（27日深夜）   | 『ビビッド!ナビ』                                                                             | 『ビビッドレッド・オペレーション』放送直前特番                                                                    |
| 2013年4月5日 1:35（4日深夜）      | 『妖狐×僕SS』第13話「御狐神くん変化」「スイッチ」「おままごと」                               | 『妖狐×僕SS』Blu-ray / DVD第7巻に収録された原作者書き下ろしによる特別編。                                         |
| 2013年10月4日 1:35（3日深夜）     | 『Angel Beats!』SPECIAL EPISODE「Stairway to Heaven」                                         | 『Angel Beats!』Blu-ray / DVD第7巻に収録された特別編。                                                            |
| 2014年7月4日 2:29（3日深夜）      | 『黒執事 Book of Circus 放送直前SP 〜その執事、広報〜』                                       | 『黒執事 Book of Circus』放送直前特番                                                                             |
| 2014年7月4日 1:59（3日深夜）      | 『Persona4 the ANIMATION』第26話「No One is Alone」                                           | 『Persona4 the ANIMATION』Blu-ray / DVD第10巻に収録された特別編。                                                 |
| 2014年9月19日 2:19（18日深夜）    | 『Aチャンネル+smile』第1話「やまもりパンケーキ」                                              | |
| 2015年4月3日 2:59（2日深夜）      | アニメミライ2015『クミとチューリップ』                                                        | 『アニメミライ2015』作品                                                                                          |
| 2015年4月4日 3:25（3日深夜）      | アニメミライ2015『アキの奏で』                                                                | 『アニメミライ2015』作品                                                                                          |
| 2018年1月6日 2:25（5日深夜）      | 『キリングバイツ』事前特番                                                                    | 『キリングバイツ』放送直前特番                                                                                    |
| 2019年7月20日 1:25（19日深夜）    | 『進撃の巨人 イルゼの手帳』                                                                   | 『炎炎ノ消防隊』第3話の放送延期に伴う代替番組 2014年9月28日に日5枠で放送された作品の再放送 スーパーアニメイズム枠 |
| 2021年4月3日 1:25（2日深夜）      | 『すばらしきこのせかい The Animation 放映記念「すばらしきこのとくばん」』                     | 『すばらしきこのせかい The Animation』放送直前特番 スーパーアニメイズム枠                                         |
| 2021年9月25日 1:25（24日深夜）    | 『アニメ放送直前！ブルーピリオド 大解剖SP』                                                   | 『ブルーピリオド』放送直前特番 スーパーアニメイズム枠                                                             |
| 2021年12月25日 2:05（24日深夜）   | 『30分まるごとでーじミーツガールSP!』                                                         | 『でーじミーツガール』一挙放送を含む特別番組 スーパーアニメイズム枠                                               |
| 2022年4月2日 1:25（1日深夜）      | 『アニメ「ダンス・ダンス・ダンスール」を楽しむためにバレエを勉強スールSP』                    | 『ダンス・ダンス・ダンスール』放送直前特番 スーパーアニメイズム枠                                                 |
| 2022年4月2日 1:55（1日深夜）      | 『CUE! 2nd Party「Sing about everything」特別編集版』                                         | 『CUE!』ライブイベントの映像を編集した特別番組                                                                    |
| 2022年4月2日 2:55（1日深夜）      | 『ゆるキャン△「へやキャン△episode0/ほらキャン△／サバキャン△」』                               | 第1期Blu-rayに収録されている特典アニメの地上波初放送。                                                            |
| 2022年6月25日 1:25（24日深夜）    | 『彼女、お借りします 第2期記念番組 -特番と彼女-』                                             | 『彼女、お借りします』 (第2期) 放送直前特番 スーパーアニメイズム枠                                                |
| 2022年9月24日 1:25（23日深夜）    | 『憂国のモリアーティ「百合の追憶」』                                                          | OVAの地上波放送 アニメ本編は『アニメ特区』枠での放送 スーパーアニメイズム枠                                       |
| 2022年10月1日 1:25（9月30日深夜） | 『憂国のモリアーティ「モリアーティ家の休日」』                                                | OVAの地上波放送 アニメ本編は『アニメ特区』枠での放送 スーパーアニメイズム枠                                       |
| 2023年4月1日 1:25（3月31日深夜）  | 『乙女ゲームの破滅フラグしかない悪役令嬢に転生してしまった…X「運命の人に出会ってしまった…」』 | コミック7巻特装版に付属するOADの地上波放送 スーパーアニメイズム枠                                                 |
| 2023年4月1日 1:55（3月31日深夜）  | 『かぐや様は告らせたい-ファーストキッスは終わらない-』（前編）                                | 後編は4月3日（4月2日深夜）に放送。                                                                                |
| 2023年7月1日 1:23（6月30日深夜）  | 『『呪術廻戦』劇場版&第2期放送直前スペシャル！!』                                             | 『呪術廻戦』（第2期）放送直前特番 スーパーアニメイズム枠                                                          |
| 2024年2月17日 2:23（2月16日深夜） | 『『劇場版ハイキュー!! ゴミ捨て場の決戦』公開記念特番』                                       | 劇場アニメ『劇場版ハイキュー!! ゴミ捨て場の決戦』公開記念特番                                                     |
| 2024年3月30日 1:38（29日深夜）    | 『世代を超えて激論せよ!「ヤンキー漫画サミット」』                                             | スーパーアニメイズム枠 枠移動前の『スーパーアニメイズム』最終回                                                   |
| 2025年6月27日0:26（26日深夜）     | TVアニメ「ダンダダン」第２期放送直前！これを見とけば続きがもっと楽しめるじゃんよSP            | スーパーアニメイズムTURBO枠 「ダンダダン第2期」放送直前特番                                                       |

## ネット局
枠名が制定された2012年春季クール以降のみ記述。

### スーパーアニメイズムTURBO

#### 地上波（スーパーアニメイズムTURBO）
| 放送期間       | 放送時間                     | 放送局                              | 対象地域 | 備考                      |
| -------------- | ---------------------------- | ----------------------------------- | -------- | ------------------------- |
| 2024年4月5日 - | 金曜 0:26 - 0:56（木曜深夜） | 毎日放送（製作局）ほかTBS系列全28局 | 日本国内 | 字幕放送 / 連動データ放送 |

#### BS・CS放送・CATV（スーパーアニメイズムTURBO）
各放送局での放送期間や放送時間については、各作品の項目を参照。

### スーパーアニメイズム

#### 地上波（スーパーアニメイズム）
| 放送期間                                                  | 放送時間                                                  | 放送局                              | 対象地域 | 備考                      |
| --------------------------------------------------------- | --------------------------------------------------------- | ----------------------------------- | -------- | ------------------------- |
| 2019年7月6日 - 2023年3月25日 2023年4月8日 - 2024年3月30日 | 土曜 1:25 - 1:55（金曜深夜） 土曜 1:23 - 1:53（金曜深夜） | 毎日放送（製作局）ほかTBS系列全28局 | 日本国内 | 字幕放送 / 連動データ放送 |

##### TBS系列外（スーパーアニメイズム）
- ミヤギテレビ（日本テレビ系列）、北海道テレビ・北陸朝日放送・長崎文化放送・新潟テレビ21（いずれもテレビ朝日系列）、岡山放送（フジテレビ系列）、テレビ愛知（テレビ東京系列）、TOKYO MX（独立局）では2021年1月より『アルゴナビス from BanG Dream!』を放送（実質再放送扱い）。

#### BS・CS放送・CATV（スーパーアニメイズム）
各放送局での放送期間や放送時間については、各作品の項目を参照。

#### ネット配信（スーパーアニメイズム）
太字はレギュラー配信サイト。

### アニメイズム

#### 地上波（アニメイズム）

##### TBS系列
太字はレギュラーネット局。

#### BS・CS放送（アニメイズム）
太字はレギュラーネット局。

#### ネット配信（アニメイズム）
太字はレギュラー配信サイト。
- GYAO!が製作に参加する作品は、放送開始から1 - 2か月後にGYAO!ストアにて配信。
- その他の配信サイトでも、本放送終了後しばらくしてから配信される事例がある。